# Maijishan-Grotten

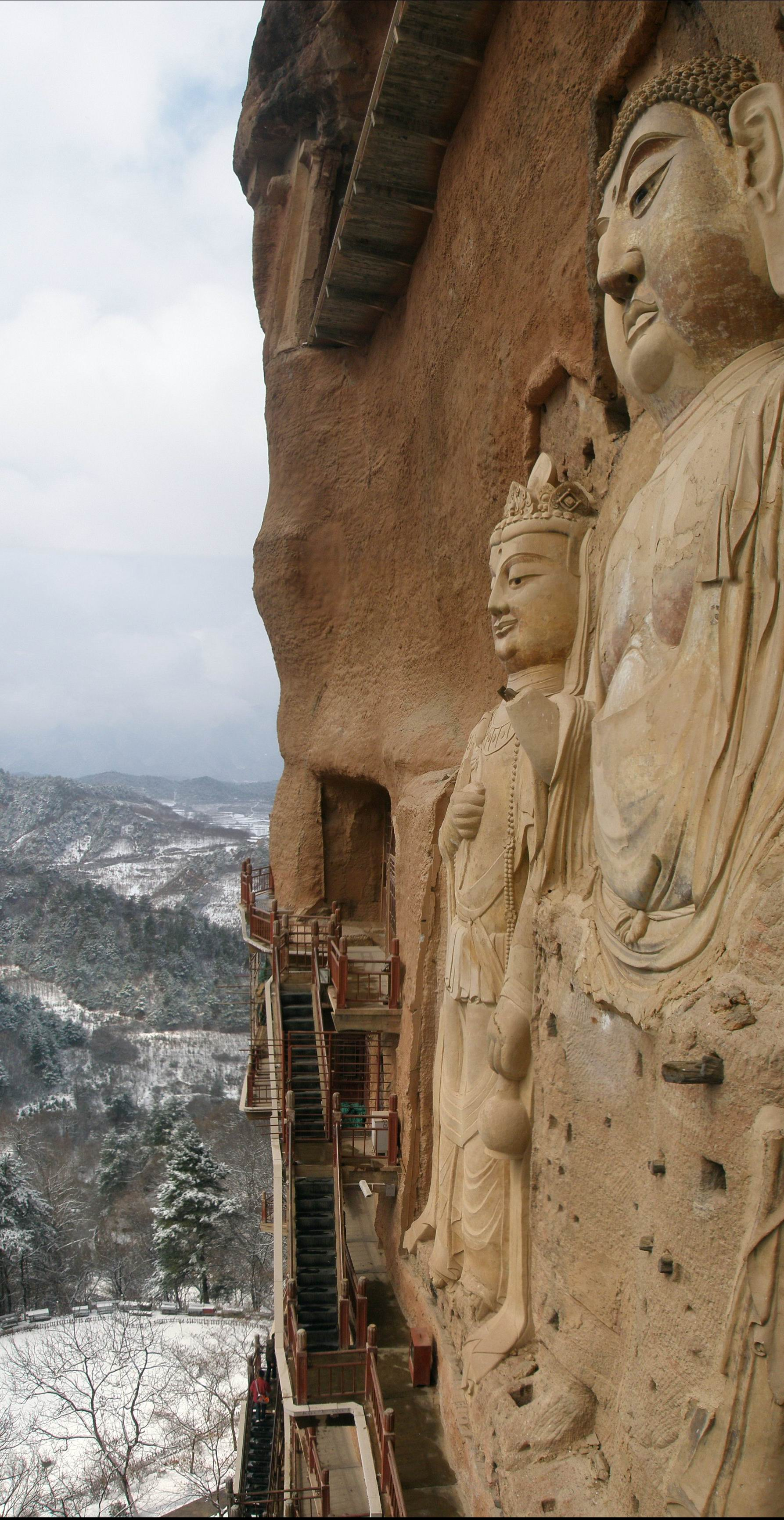
Riesige Bodhisattva-Skulpturen am Maijishan

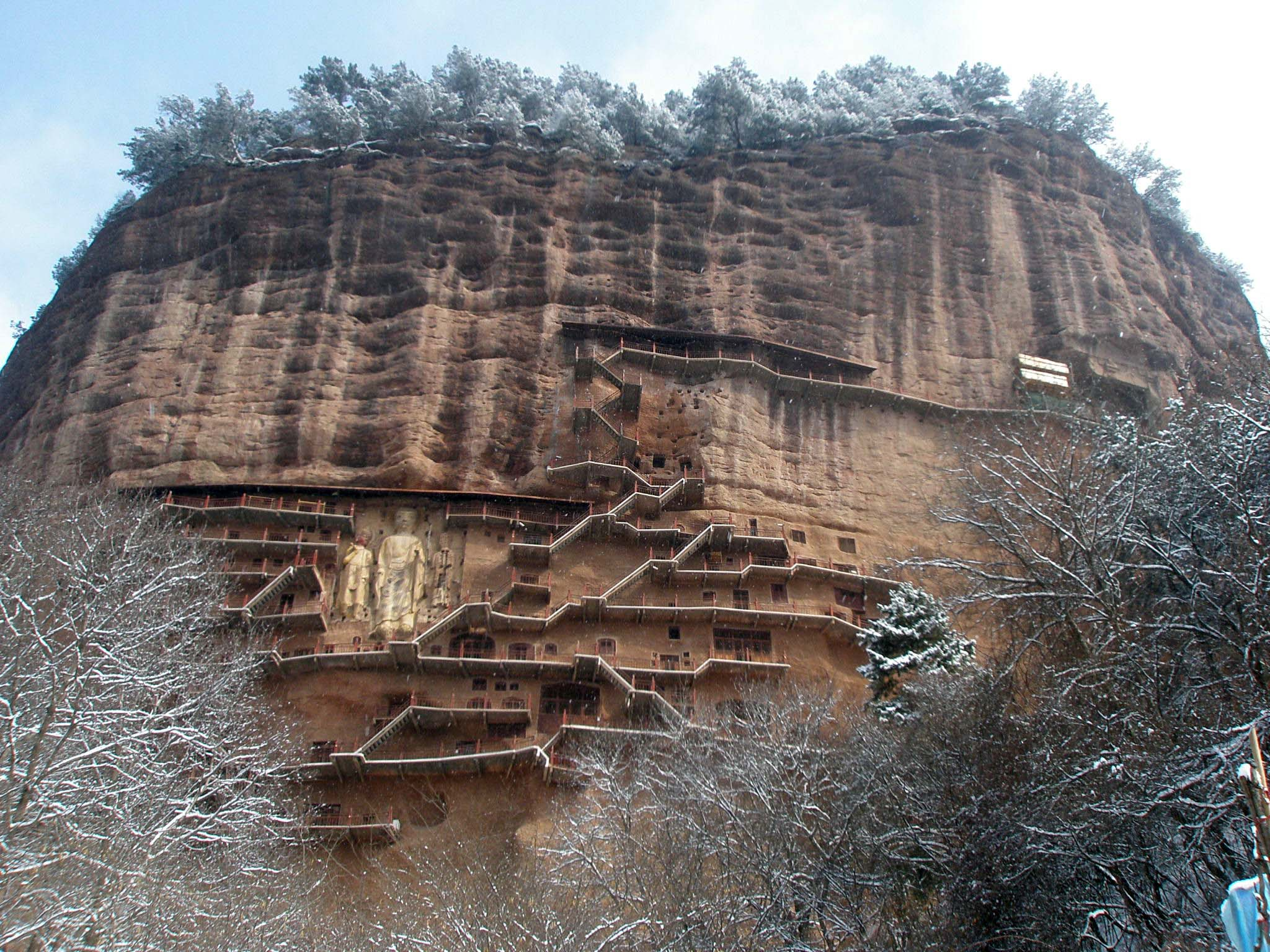
Gesamtansicht des Maiji-Berges

Die Maijishan-Grotten (chinesisch 麥積山石窟 / 麦积山石窟, Pinyin Màijīshān shíkū, englisch Maijishan Grottoes/Grottoes on Maiji Mountain) sind buddhistische Höhlentempel aus der Zeit der Nördlichen Wei- bis Qing-Dynastie 45 km südöstlich der Stadt Tianshui in der chinesischen Provinz Gansu. Sie befinden sich 30-80 m hoch in den Felswänden des 142 m hohen Berges Maijishan.

## Geschichte
Die Anfänge gehen auf die späte Zeit der Sechzehnkönigreiche und vermutlich früher zurück. In der Zeit der Nördlichen Wei-Dynastie begann eine größere Arbeitsphase, spätere Zusätze reichen von der Sui- über die Tang- bis in die Qing-Zeit.
Die Höhlentempel stehen seit 1961 auf der Denkmalliste der Volksrepublik China in Gansu (1-38) und sind seit 2014 Bestandteil der UNESCO-Welterbestätte mit dem Titel Seidenstraßen: das Straßennetzwerk des Chang'an-Tianshan-Korridors.

## Beschreibung
Es sind 194 Höhlen mit über 7000 Statuen aus der Nördlichen Wei-, der Westlichen Wei-, der Nördlichen Zhou-, der Sui- und der Tang-Dynastie, aus der Zeit der Fünf Dynastien sowie aus den Dynastien Song, Yuan, Ming und Qing erhalten, die meisten aus Ton.
Die Grotten beherbergen Wandmalereien auf einer Fläche von über 1000 Quadratmetern. Tausende von Skulpturen sind lebensecht dargestellt.
Die Figuren sind für die Geschichte des Buddhismus, für Archäologie und Folklore von großer Bedeutung.